# KkStB 41/s.0
Die kkStB 41/s.0 war eine Schmalspur-Elektrotriebwagenreihe der k.k. österreichischen Staatsbahnen kkStB.
Zehn Fahrzeuge wurden 1908 von AEG in Wien (elektrische Ausrüstung) und von der Grazer Waggonfabrik für die meterspurige Lokalbahn Trento–Malè gebaut. 1910 folgten weitere zwei Stück. Sie wurden mit 750 Volt Gleichstrom betrieben.
Die Fahrzeuge blieben auch nach dem Ersten Weltkrieg auf ihrer Stammstrecke, d. h., sie kamen nach 1918 zur FS.
1936 wurde die Privatgesellschaft Società Autonoma Transporti Pubblici (SATP) gegründet, welche die Bahn und damit die Fahrzeuge übernahm.
In den 1960er-Jahren wurde die Strecke auf 3 kV Gleichstrom umgebaut, was 1964 zur Ausmusterung der Triebwagen führte.